# Tersandro
Tersandro (in greco antico: Θέρσανδρος?, Thérsandros) è un personaggio della mitologia greca. Fu un Epigono e re di Tebe.

## Genealogia
Figlio di Polinice e di Argia sposò Demonassa e fu padre di Tisameno.

## Mitologia
Nacque e crebbe ad Argo e per riprendere il trono di Tebe (in precedenza negato al padre), partecipò all'organizzazione di un esercito dando ad Erifile il peplo (un oggetto legato alla collana di Armonia) che fu di Armonia ed ottenne che anche Alcmeone e Anfiloco (i figli di Erigone) si unissero agli Epigoni nella spedizione contro Tebe.
Vinta la guerra e divenuto re di Tebe, riportò in città i Tebani che erano fuggiti in Tessaglia durante la guerra ed in seguito, intenzionato a partecipare alla guerra di Troia partì per le terre d'Ilio. Secondo la versione più diffusa l'eroe, giunto in Misia, uccise diverse nemici e perì per mano di Telefo; suo corpo fu preso da Diomede che lo fece cremare e seporre. Stando invece a Virgilio, Tersandro fu uno degli Achei che si nascosero nel cavallo di legno e dopo la caduta di Troia rimpatriò.
La sua tomba si trovava ad Elaea e sul trono di Tebe gli succedette Tisameno.